# Svante Kohala
Svante Kohala (Stoccolma, 9 febbraio 1998) è uno slittinista svedese.

## Biografia
È figlio di Hans Kohala, ex slittinista attivo negli anni ottanta e novanta, che partecipò alle Olimpiadi di Albertville 1992 e Lillehammer 1994, e presidente della Federazione svedese di slittino. Entrambe le sorelle Tove Kohala e Johanna Kohala sono slittiniste.
Ha iniziato a praticare lo slittino all'età di dodici anni. La sua squadra di club è il Skargardens Rodel och Kalkklubb. E' allenato da Anders Soederberg. 
Ha fatto parte della spedizione svedese ai Giochi olimpici giovanili di Lillehammer 2016, dove si è piazzato 12º nel singolo.
Ha esordito agli europei di Königssee 2017, classificandosi 27º nel singolo.
Nel 2019 ha debuttato in Coppa del Mondo nel 2019.
Ha rappresentato la Svezia ai Giochi olimpici invernali di Pechino 2022, gareggiando sul tracciato del National Sliding Centre completando la prova del singolo al 20º posto.